# IC 4583
IC 4583 — галактика типу S? (спіральна галактика) у сузір'ї Змія.
Цей об'єкт міститься в оригінальній редакції індексного каталогу.